# Перша чеська футбольна ліга
Перша чеська футбольна ліга, через наявність спонсорського контракту турнір також називається Фортуна:Ліга (чеськ. Fortuna:Liga) — вища футбольна ліга у Чехії, змагання в якій проводяться під егідою Футбольної асоціації Чеської Республіки.

## Історія
У сучасному вигляді заснована 1993 року після розпаду Чехословаччини та відповідного скасування чемпіонату Чехословаччини з футболу. З сезону 1997—98, у якому було укладено спонсорську угоду з чеською пивоварною компанією Plzeňský Prazdroj, власником торговельної марки «Gambrinus», протягом десяти років мала назву Гамбрінус-ліга.
У травні 2014 року змінився головний спонсор Synot, а ліга носила назву на Сінот ліга. Однак у січні 2016 року компанія оголосила, що їхня угода завершиться наприкінці сезону 2015–16 років.
У жовтні 2016 року FAČR та компанія Fortuna a.s. підписали 6-річну угоду про партнерство. Згідно з нею Чеська перша ліга з сезону 2018–19 буде називатися Fortuna liga.
Сезон 2023–24 року відзначився рекордом, у 12-му турі була зафіксована найбільша кількість голів в одній грі в історії першої ліги Чехії в матчі «Злін» – «Млада Болеслав», який завершився з рахунком 5–9 на користь гостей.
У сезоні 2024–25 року гравець «Млада Болеслав» Марек Матейовський став найстаршим бомбардиром ліги у віці 42 років, 11 місяців і 18 днів, забивши хет-трик у 18-му турі в матчі проти клубу «Градець-Кралове».

## Формат змагань
Участь у турнірі беруть 16 команд, які протягом розіграшу змагання грають одна з одною дві гри — по одній вдома та у гостях. Таким чином кожен з учасників ліги проводить протягом її розіграшу 30 матчів. Сезон триває з серпня по травень наступного року. Розстановка команд у турнірній таблиці визначається кількістю набраних очок, за їх рівності — різницею забитих та пропущених голів, а у випадку, якщо й ці показники є рівними — кількістю забитих голів. Винятком є визначення чемпіона ліги — якщо найбільшу кількість очок набирають декілька команд, визначальною стає кількість очок, набраних ними в іграх між собою.
Перша футбольна ліга пов'язана відносинами вибуття та підвищення у класі з Другою чеською лігою — по завершенні сезону лігу полишають дві команди, що набрали найменшу кількість очок, а на їх місце приходять команди, що зайняли перше та друге місця у Другій лізі.
Наразі чемпіонат Чехії займає 18-ту позицію у таблиці коефіцієнтів УЄФА, відповідно до якої лише чемпіон країни отримує право участі у Лізі чемпіонів УЄФА, а срібний та бронзовий призери першості, разом з переможцем Кубку Чехії, — у Лізі Європи УЄФА.

## Статистика

### За сезонами
| Сезон     | Чемпіон                  | 2 місце              | 3 місце              | Найкращий бомбардир                | Клуб                                  |
| --------- | ------------------------ | -------------------- | -------------------- | ---------------------------------- | ------------------------------------- |
| 1993-94   | «Спарта» (Прага) (1)     | «Славія» (Прага)     | «Банік» (Острава)    | Горст Зігль (20)                   | «Спарта» (Прага)                      |
| 1994-95   | «Спарта» (Прага) (2)     | «Славія» (Прага)     | «Брно»               | Радек Друлак (15)                  | «Дрновіце»                            |
| 1995-96   | «Славія» (Прага) (1)     | «Сігма» (Оломоуц)    | ФК Яблонець 97       | Радек Друлак (22)                  | «Дрновіце»                            |
| 1996-97   | «Спарта» (Прага) (3)     | «Славія» (Прага)     | ФК Яблонець 97       | Горст Зігль (19)                   | «Спарта» (Прага)                      |
| 1997-98   | «Спарта» (Прага) (4)     | «Славія» (Прага)     | «Сігма» (Оломоуц)    | Горст Зігль (13)                   | «Спарта» (Прага)                      |
| 1998-99   | «Спарта» (Прага) (5)     | ФК «Тепліце»         | «Славія» (Прага)     | Горст Зігль (18)                   | «Спарта» (Прага)                      |
| 1999-2000 | «Спарта» (Прага) (6)     | «Славія» (Прага)     | «Дрновіце»           | Вратіслав Локвенц (21)             | «Спарта» (Прага)                      |
| 2000-01   | «Спарта» (Прага) (7)     | «Славія» (Прага)     | «Сігма» (Оломоуц)    | Вітеслав Тума (15)                 | «Дрновіце»                            |
| 2001-02   | «Слован» (Ліберець) (1)  | «Спарта» (Прага)     | «Вікторія» (Жижков)  | Їржі Штайнер (15)                  | «Слован» (Ліберець)                   |
| 2002-03   | «Спарта» (Прага) (8)     | «Славія» (Прага)     | «Вікторія» (Жижков)  | Іржі Ковалик (16)                  | ФК «Сінот»                            |
| 2003-04   | «Банік» (Острава) (1)    | «Спарта» (Прага)     | «Сігма» (Оломоуц)    | Марек Гайнц (19)                   | «Банік» (Острава)                     |
| 2004-05   | «Спарта» (Прага) (9)     | «Славія» (Прага)     | ФК «Тепліце»         | Томаш Юн (14)                      | «Спарта» (Прага)                      |
| 2005-06   | «Слован» (Ліберець) (2)  | ФК «Млада Болеслав»  | «Славія» (Прага)     | Мілан Івана (11)                   | «Словацко»                            |
| 2006-07   | «Спарта» (Прага) (10)    | «Славія» (Прага)     | ФК «Млада Болеслав»  | Любош Пецка (16)                   | ФК «Млада Болеслав»                   |
| 2007-08   | «Славія» (Прага) (2)     | «Спарта» (Прага)     | «Банік» (Острава)    | Вацлав Сверкош (15)                | «Банік» (Острава)                     |
| 2008-09   | «Славія» (Прага) (3)     | «Спарта» (Прага)     | «Слован» (Ліберець)  | Андрей Керич (15)                  | «Слован» (Ліберець)                   |
| 2009-10   | «Спарта» (Прага) (11)    | «Бауміт» (Яблонець)  | «Банік» (Острава)    | Міхал Ордош (12)                   | «Сігма» (Оломоуц)                     |
| 2010-11   | «Вікторія» (Пльзень) (1) | «Спарта» (Прага)     | «Бауміт» (Яблонець)  | Давид Лафата (19)                  | «Бауміт» (Яблонець)                   |
| 2011-12   | «Слован» (Ліберець) (3)  | «Спарта» (Прага)     | «Вікторія» (Пльзень) | Давид Лафата (25)                  | «Бауміт» (Яблонець)                   |
| 2012-13   | «Вікторія» (Пльзень) (2) | «Спарта» (Прага)     | «Слован» (Ліберець)  | Давид Лафата (20)                  | «Бауміт» (Яблонець), «Спарта» (Прага) |
| 2013-14   | «Спарта» (Прага) (12)    | «Вікторія» (Пльзень) | ФК «Млада Болеслав»  | Йозеф Гушбауер (18)                | «Спарта» (Прага)                      |
| 2014-15   | «Вікторія» (Пльзень) (3) | «Спарта» (Прага)     | «Бауміт» (Яблонець)  | Давид Лафата (20)                  | «Спарта» (Прага)                      |
| 2015-16   | «Вікторія» (Пльзень) (4) | «Спарта» (Прага)     | «Слован» (Ліберець)  | Давид Лафата (20)                  | «Спарта» (Прага)                      |
| 2016-17   | «Славія» (Прага) (4)     | «Вікторія» (Пльзень) | «Спарта» (Прага)     | Мілан Шкода (15) Давид Лафата (15) | «Славія» (Прага) «Спарта» (Прага)     |
| 2017-18   | «Вікторія» (Пльзень) (5) | «Славія» (Прага)     | «Яблонець»           | Міхал Крменчик (16)                | «Вікторія» (Пльзень)                  |
| 2018-19   | «Славія» (Прага) (5)     | «Вікторія» (Пльзень) | «Спарта» (Прага)     | Микола Комліченко (28)             | «Млада Болеслав»                      |
| 2019-20   | «Славія» (Прага) (6)     | «Вікторія» (Пльзень) | «Спарта» (Прага)     | Петар Муса (14) Лібор Козак (14)   | «Славія» (Прага) «Спарта» (Прага)     |
| 2020-21   | «Славія» (Прага) (7)     | «Спарта» (Прага)     | «Яблонець»           | Ян Кухта (15) Адам Гложек (15)     | «Славія» (Прага) «Спарта» (Прага)     |
| 2021-22   | «Вікторія» (Пльзень) (6) | «Славія» (Прага)     | «Спарта» (Прага)     | Жан-Давид Богель (19)              | «Вікторія» (Пльзень)                  |
| 2022-23   | «Спарта» (Прага) (13)    | «Славія» (Прага)     | «Вікторія» (Пльзень) | Вацлав Юречка (20)                 | «Славія» (Прага)                      |
| 2023-24   | «Спарта» (Прага) (14)    | «Славія» (Прага)     | «Вікторія» (Пльзень) | Вацлав Юречка (19)                 | «Славія» (Прага)                      |
| 2024-25   | «Славія» (Прага) (8)     | «Вікторія» (Пльзень) | «Банік» (Острава)    | Ян Климент (18)                    | «Сігма» (Оломоуц)                     |

### Узагальнена
| Клуб                 | Титулів | Роки перемог |
| -------------------- | ------- | --- |
| «Спарта» (Прага)     | 14      | 1993-94, 1994-95, 1996-97, 1997-98, 1998-99, 1999-00, 2000-01, 2002-03, 2004-05, 2006-07, 2009-10, 2013-14, 2022-23, 2023-24 |
| «Славія» (Прага)     | 8       | 1995-96, 2007-08, 2008-09, 2016-17, 2018-19, 2019-20, 2020-21, 2024-25                                                       |
| «Вікторія» (Пльзень) | 6       | 2010-11, 2012-13, 2014-15, 2015-16, 2017-18, 2021-22                                                                         |
| «Слован» (Ліберець)  | 3       | 2001-02, 2005-06, 2011-12 |
| «Банік» (Острава)    | 1       | 2003-04 |

## Українці у Першій чеській футбольній лізі
| Гравець               | Клуб                                 | Сезон     | Ігри | Голи |
| --------------------- | ------------------------------------ | --------- | ---- | ---- |
| Віктор Двірник        | «Спарта» (Прага)                     | 1992/1993 | 25   | 6    |
| Віктор Двірник        | «Спарта» (Прага)                     | 1993/1994 | 13   | 4    |
| Віктор Двірник        | «Спарта» (Прага)                     | 1994/1995 | 3    | 1    |
| Віктор Двірник        | «Богеміанс» (Прага)                  | 1994/1995 | 15   | 10   |
| Віктор Двірник        | «Богеміанс» (Прага)                  | 1996/1997 | 1    | 0    |
| Олег Лизогуб          | «Слован» (Ліберець)                  | 1995/1996 | 21   | 0    |
| Олег Лизогуб          | «Слован» (Ліберець)                  | 1996/1997 | 8    | 0    |
| Олег Лизогуб          | «Теплиці»                            | 1996/1997 | 12   | 0    |
| Олег Лизогуб          | «Слован» (Ліберець)                  | 1997/1998 | 9    | 0    |
| Олексій Терещенко     | «Словацка Славія» (Угерске Градіште) | 1995/1996 | 25   | 0    |
| Андрій Грищенко       | «Злін»                               | 1995/1996 | 15   | 0    |
| Сергій Осадчий        | «Злін»                               | 1995/1996 | 8    | 0    |
| Руслан Любарський     | «Спарта» (Прага)                     | 1996/1997 | 7    | 0    |
| Руслан Розторгуєв     | «Богеміанс» (Прага)                  | 2000/2001 | 2    | 0    |
| Юрій Хрієнко          | «Вікторія» (Пльзень)                 | 2000/2001 | 1    | 0    |
| Сергій Пшеничних      | «Опава»                              | 2003/2004 | 23   | 2    |
| Сергій Пшеничних      | «Опава»                              | 2004/2005 | 13   | 0    |
| Олександр Бессараб    | «Опава»                              | 2003/2004 | 2    | 0    |
| Сергій Рибалка        | «Слован» (Ліберець)                  | 2012/2013 | 14   | 2    |
| Сергій Рибалка        | «Слован» (Ліберець)                  | 2013/2014 | 23   | 6    |
| Сергій Люлька         | «Слован» (Ліберець)                  | 2012/2013 | 12   | 0    |
| Сергій Люлька         | «Слован» (Ліберець)                  | 2015/2016 | 1    | 0    |
| Євген Морозенко       | «Слован» (Ліберець)                  | 2012/2013 | 4    | 0    |
| Владислав Калітвінцев | «Слован» (Ліберець)                  | 2013/2014 | 13   | 0    |
| Євген Буднік          | «Слован» (Ліберець)                  | 2013/2014 | 11   | 0    |
| Дмитро Єременко       | «Богеміанс» (Прага)                  | 2013/2014 | 11   | 0    |
| Роман Артемук         | «Богеміанс» (Прага)                  | 2014/2015 | 1    | 0    |
| Леонід Акулінін       | «Богеміанс» (Прага)                  | 2015/2016 | 14   | 0    |
| Борис Тащи            | «Збройовка» (Брно)                   | 2016/2017 | 12   | 2    |
| Руслан Ротань         | «Славія» (Прага)                     | 2017/2018 | 7    | 0    |
| Едуард Соболь         | «Славія» (Прага)                     | 2017/2018 | 20   | 1    |
| Едуард Соболь         | «Яблонець»                           | 2018/2019 | 21   | 1    |
| Олександр Азацький    | «Банік» (Острава)                    | 2017/2018 | 11   | 0    |
| Олександр Азацький    | «Фастав» (Злін)                      | 2019/2020 | 14   | 0    |
| Олександр Азацький    | «Банік» (Острава)                    | 2020/2021 | 3    | 0    |
| Тарас Качараба        | «Слован» (Ліберець)                  | 2017/2018 | 8    | 0    |
| Тарас Качараба        | «Слован» (Ліберець)                  | 2018/2019 | 31   | 1    |
| Тарас Качараба        | «Слован» (Ліберець)                  | 2019/2020 | 32   | 0    |
| Тарас Качараба        | «Слован» (Ліберець)                  | 2020/2021 | 10   | 2    |
| Тарас Качараба        | «Славія» (Прага)                     | 2020/2021 | 10   | 0    |
| Тарас Качараба        | «Славія» (Прага)                     | 2021/2022 | 21   | 1    |
| Тарас Качараба        | «Славія» (Прага)                     | 2022/2023 | 19   | 1    |
| Тарас Качараба        | «Славія» (Прага)                     | 2023/2024 | 1    | 0    |
| Ахмед Алібеков        | «Слован» (Ліберець)                  | 2019/2020 | 14   | 0    |
| Іван Желізко          | «Карвіна»                            | 2019/2020 | 3    | 0    |
| Максим Таловєров      | «Динамо» (Чеські Будейовиці)         | 2019/2020 | 7    | 0    |
| Максим Таловєров      | «Динамо» (Чеські Будейовиці)         | 2020/2021 | 26   | 1    |
| Максим Таловєров      | «Славія» (Прага)                     | 2021/2022 | 25   | 0    |
| Максим Таловєров      | «Слован» (Ліберець)                  | 2022/2023 | 13   | 1    |
| Іван Варфоломєєв      | «Слован» (Ліберець)                  | 2022/2023 | 10   | 0    |
| Іван Варфоломєєв      | «Слован» (Ліберець)                  | 2023/2024 | 18   | 1    |
| Іван Варфоломєєв      | «Слован» (Ліберець)                  | 2024/2025 | 14   | 1    |
| Єгор Цикало           | «Теплиці»                            | 2023/2024 | 14   | 0    |